# Сус (река)
Сус (Уэд-Сус; араб. واد سوس‎) — река в марокканском историко-географическом регионе Сус (область Сус-Масса-Драа, согласно нынешнему административному делению).
Берёт начало в горах Высокого Атласа недалеко от горы Тубкаль (самой высокой вершины Северо-Западной Африки) и течёт на запад, проходя южнее Таруданта. Впадает в Атлантический океан возле Агадира.
Образует долину, защищённую Антиатласским хребтом от пустынного климата Сахары и являющуюся вследствие этого одним из самых плодородных районов Марокко.